# 1463 en arts plastiques
| Années des arts plastiques : 1460 - 1461 - 1462 - 1463 - 1464 - 1465 - 1466    |
| Décennies des arts plastiques : 1430 - 1440 - 1450 - 1460 - 1470 - 1480 - 1490 |

Cette page concerne l'année 1463 en arts plastiques.

## Œuvres
- Adoration Camaldoli du peintre italien Fra Filippo Lippi ;
- Prédication de saint Bernardin du peintre italien Francesco di Giorgio Martini;
- La Résurrection du peintre italien Piero della Francesca.

## Naissances
- ? : Lorenzo Fasolo, peintre italien († 1518).

## Décès
- 23 septembre : Jean de Médicis, mécène de nombreux artistes de la Renaissance.